# Psychopsis illidgei
Psychopsis illidgei là một loài côn trùng trong họ Psychopsidae thuộc bộ Neuroptera. Loài này được Froggatt miêu tả năm 1903.